# Conquête romaine de la péninsule Ibérique
 (mai 2015).
Si vous disposez d'ouvrages ou d'articles de référence ou si vous connaissez des sites web de qualité traitant du thème abordé ici, merci de compléter l'article en donnant les références utiles à sa vérifiabilité et en les liant à la section « Notes et références ».
Pour les articles homonymes, voir Conquête romaine.
La conquête romaine de la péninsule Ibérique est un ensemble d'affrontements entre la République romaine et Carthage puis entre la République romaine et les différents peuples celtibères sur la période comprise entre le débarquement des Romains à Ampurias près de Gérone en -218 et la fin de cette conquête par Auguste en -19. Ces affrontements ont eu une étendue temporelle très inégale, avec diverses trêves, pactes, sièges et batailles. Cette occupation débouchera sur une romanisation de l’Hispanie sur le plan culturel, une fois les provinces soumises.

## Introduction
Bien avant le début de la première guerre punique, entre le VIIIe et le VIIe siècle av. J.-C., les Phéniciens (puis plus tard les Carthaginois) ont été présents dans le sud de la péninsule Ibérique et sur la côte est, au sud de l'Èbre. Le long de cette frange côtière, ils ont installé un grand nombre d'établissements commerciaux exportant dans toute la Méditerranée minéraux et autres ressources naturelles de l'Ibérie préromaine. Ces établissements, qui consistaient en quelques entrepôts et embarcadères, permettaient non seulement l'exportation de produits mais aussi l'importation dans la péninsule de produits élaborés dans la partie orientale de la Méditerranée, ce qui entraîna l'adoption, par certaines des cultures autochtones, de coutumes orientales.
Toujours au VIIe siècle av. J.-C., les Grecs établissent leurs premières colonies sur la côte nord de la péninsule méditerranéenne depuis Massilia (Marseille): ils fondent les cités d'Emporion (Empúries en Catalan ou Ampurias) ou Rhodes (Rosas), bien qu'ils aient aussi disséminé des établissements commerciaux sur tout le littoral, sans qu'il y ait eu par la suite installation de population. Une partie du trafic commercial grec, sous embargo, était transporté par les Phéniciens, qui commerçaient dans la péninsule avec des articles provenant et à destination de la Grèce.
En tant que puissance commerciale en Méditerranée occidentale, Carthage étendait ses intérêts jusqu'à la Sicile et le sud de l'Italie, ce qui provoqua, très vite, une réaction de la toute jeune puissance romaine. Finalement, ce conflit d'intérêts purement économique (et non territorial, étant donné que Carthage ne montrait aucune prétention d'envahisseur) provoqua ce qu'on appelle les Guerres puniques : la première d'entre elles se conclura par un armistice fragile et une animosité croissante entre les deux peuples, animosité qui conduira à la deuxième guerre punique; celle-ci se conclura douze ans plus tard par l'occupation romaine du sud et de l'est de la péninsule. Plus tard, Carthage perdra la bataille de Zama, qui met fin à la deuxième guerre punique.
Bien que s'étant imposé sur sa rivale en Méditerranée, il faudra encore deux ans à Rome pour dominer complètement la péninsule Ibérique, s'attirant la haine de la quasi-totalité des peuples de l'intérieur du fait de sa politique expansionniste. Les abus dont ces peuples eurent à souffrir dès le début sont certainement en grande partie responsables du fort sentiment anti-romain de ces nations. Après ces années de guerres cruelles, les peuples autochtones d'Hispanie furent finalement écrasés par le rouleau compresseur militaire et culturel romain, finissant par disparaître, en laissant tout de même le souvenir indélébile d'une résistance féroce face à un ennemi incomparablement supérieur.

## Ibérie carthaginoise

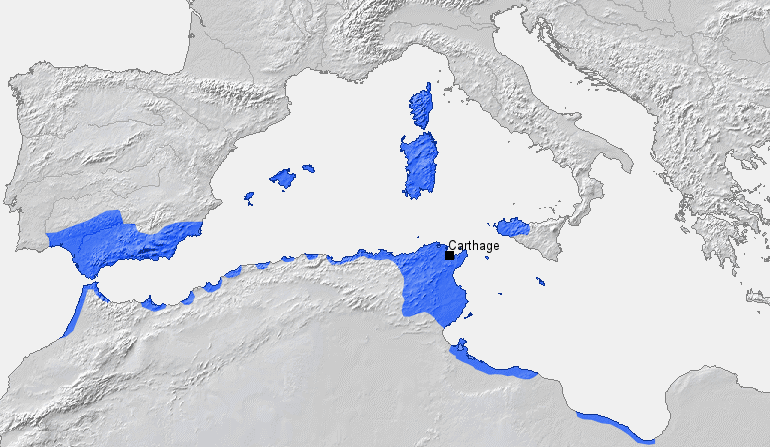
Carthage et les territoires sous son influence politique et commerciale vers 264 av. J.-C.

Après la première guerre punique, la descendance carthaginoise d'Amilcar Barca entreprend de soumettre la péninsule, soumission qui sera effective sur une grande partie du territoire, et notamment sur toute la partie est et sud. Carthage parviendra à ce succès par le biais d'alliances, de tributs, de mariages ou simplement de la force.
Selon certains historiens, tels que l'archéologue Adolf Schulten, l'installation des Carthaginois au sud-est de l'Espagne et la fondation de la ville de Qart Hadasht, actuelle Cartagène, par Hasdrubal en -227, avait pour but principal le contrôle de la richesse générée par les mines d'argent de la région.
Le général Hasdrubal le Beau fonde la cité de Qart Hadasht - sur les ruines d'une cité primitive de Tartessos nommée Mastia, selon certains historiens. La cité sera entourée de remparts et urbanisée, selon Polybe ; Hasdrubal fait édifier un château sur un tertre de la cité. Carthagène se convertit en base des opérations militaires des Carthaginois en Ibérie.
D'autre part, outre les énormes ressources minérales d'Ibérie, la péninsule fournit à Carthage d'importants contingents de troupes, aussi bien des mercenaires que des troupes mobilisables qui iront affronter Rome, et qui réaffirmeront son autorité sur le nord de l'Afrique, les Romains jugeront que c'est une raison suffisante pour envahir l'Hispanie. Parmi ces troupes, provenant des diverses tribus peuplant la péninsule, celles des Ilergetes et les légendaires Frondeurs des Baléares se distinguaient particulièrement.

### Question de Sagonte
À l'origine de la deuxième guerre punique, il y a la dispute pour s'emparer du pouvoir de Sagonte, ville côtière hellénisée et alliée de Rome. Après de fortes tensions entre les membres du gouvernement de la cité, tensions qui se concluent par l'assassinat des partisans de Carthage, Hannibal Barca débarque à Sagonte en -218; la ville demande en vain l'aide de Rome. Après un long siège et de violentes batailles, durant lesquels Hannibal est blessé, l'armée carthaginoise s'empare de la cité, ou plutôt de ce qu'il en reste après sa destruction du fait des combats mais aussi des habitants eux-mêmes. Nombre d'entre eux préfèrent se suicider plutôt que de se soumettre ou d'être réduits en esclavage par Carthage.
La guerre se poursuit avec l'expédition d'Hannibal sur la péninsule italienne. C'est ce moment que choisit Rome pour pénétrer dans la péninsule Ibérique. Le motif de cette invasion est avant tout l'impérieuse nécessité de couper l'approvisionnement, provenant de Carthage et d'Hispanie, des troupes d'Hannibal qui cause tant de dégâts dans la péninsule italienne.

## Guerre contre Carthage

Progression romaine dans la Péninsule Ibérique.

La conquête romaine de la péninsule a donc lieu en marge de la deuxième guerre punique (-218/-201) lorsque Rome décide de prendre Carthage à revers en s'emparant des territoires sous son influence dans la région ; ces territoires lui assurent en effet un soutien en hommes et en vivres. Le Sénat romain y envoie donc les légions romaines sous le commandement du consul Cnaeus Cornelius Scipio Calvus et de son frère Publius Cornelius Scipio. Il cherche par ce moyen à affaiblir les forces carthaginoises en éloignant leurs troupes de la péninsule italienne.
Cnaeus Scipion débarque le premier à Ampurias avec comme première mission de trouver des alliés parmi les Ibères. Il parvient à signer quelques traités d'alliance avec des tribus ibères de la zone côtière, celles-ci restent néanmoins minoritaires. On sait par exemple que la tribu des Ilergetes, une des plus importantes au nord de l'Èbre, était alliée des Carthaginois.
Pendant ce temps, son frère se dévie vers Massilia pour trouver des soutiens et couper l'avance carthaginoise.
Cnaeus Scipion parvient à soumettre par le biais de traités et par la force, la zone côtière au nord de l'Èbre, incluant la ville de Tarraco (ancien nom de Tarragone). La cité est désignée comme base d'opérations pour gérer la conquête (même si certains évoquent le site de Gérone ou celui de Barcelone alors réduit à une bourgade nommée Barcino). Cette cité-capitale développe tous les attributs d'une possible résidence impériale, avec des thermes, un cirque, un port et des fortifications.

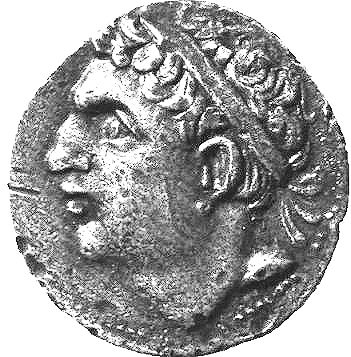
Hasdrubal Barca

Le premier combat important entre Romains et Carthaginois a lieu à Cissa (218 av. J.-C.) près de Tarraco, encore que certains historiens semblent évoquer Guissona, dans l'actuelle province de Lérida. Les Carthaginois, sous le commandement de Hannon furent défaits par les forces romaines sous le commandement de ce même Cnaeus Scipion. Le caudillo des Ilergetes, Indíbil, allié des Carthaginois aurait été capturé à cette occasion. Alors que la victoire de Cnaeus Scipion semblait acquise, Hasdrubal Barca arrive en renfort, dispersant les Romains sans toutefois parvenir à les battre.
Chacun rejoint ses bases - les Carthaginois à Cartago Nova (actuelle Carthagène) et les Romains à Tarraco - avant que les troupes de Cnaeus Scipion ne viennent à bout d'Hasdrubal Barca à l'embouchure de l'Èbre en -217. Des renforts menés par Publius Cornelius Scipio (frère du premier) débarquent d'Italie peu après, permettant l'avancée romaine en direction de Sagonte.
On attribue à Cnaeus et à Publius la fortification de Tarraco et l'établissement d'un port militaire. La muraille de la cité fut probablement construite sur l'ancienne muraille cyclopique: on peut en effet y observer un travail de la pierre typiquement ibérique.
Toujours en 216 av. J.-C., on trouve des témoignages de combats, sans grandes conséquences pour Rome, opposant Cnaeus et Publius aux Ibères, tribus vivant au sud de l'Èbre. L'année suivante les Carthaginois reçoivent des renforts menés par Himilcon, initiant de nouveaux combats à l'embouchure de l'Èbre, selon toute vraisemblance, près de Amposta ou de Sant Carles de la Ràpita, lors de ce qui reste connu sous le nom de bataille de Dertosa. Les Romains en sortent vainqueurs.
La rébellion de Syphax, roi de Numidie allié de Rome, en -214, oblige Hasdrubal Barca à retourner en Afrique avec ses meilleurs troupes laissant la voie libre aux Romains. Il y obtient le soutien de Gaïa, autre roi numide, seigneur de la région de Constantine. Avec son aide et celle de son fils Massinissa, il vient à bout de Syphax. Il revient dans la péninsule en 211 av.J.-C. accompagné de Massinissa et de ses guerriers numides.
Entre -214 et -211, Cnaeus et Publius retournent dans la région de l'Èbre. On sait qu'en 211 av. J.-C. les frères Scipion incluaient dans leur troupe un fort contingent de mercenaires celtibères. Ceux-ci intervenaient fréquemment comme soldats de fortune.
Les forces carthaginoises se structurent en trois armées, commandées respectivement par les frères Barca, Hasdrubal et Magon) et par un autre Hasdrubal, fils du commandant carthaginois Hannibal Gisco mort lors de la première guerre punique.
En face, les Romains s'organisent en trois groupes, commandés par Cnaeus, Publius et Titus Fonteius.
Hasdrubal Gisco et Magon Barca, soutenus par Massinissa, viennent à bout de Publius Scipion qu'ils tuent lors de la bataille du Bétis. En -211, Cnaeus Scipion assiste en plein combat à la désertion des mercenaires celtibères — Hasdrubal Barca leur ayant offert une somme supérieure à celle offerte par Rome — ce qui l'oblige à se retirer. Il meurt durant cette retraite, laissant les Carthaginois à même de traverser l’Èbre. Cela sera rendu impossible grâce à l'intervention de Caius Marcius Septimus, élu général par les troupes. Malgré le retour d’Indíbil au côté des Carthaginois, l'issue de la bataille reste incertain.
L’année suivante, une expédition dirigée par Caius Claudius Nero est organisée afin de capturer Hasdrubal Barca. Claudius trahit son camp et fuit dans le déshonneur. Le Sénat envoie alors une nouvelle armée sur l’Èbre dans le but de contenir l'avancée des troupes carthaginoises en direction de l’Italie. Le chef de cette nouvelle armée est le célèbre Scipion l'Africain, fils du général homonyme, mort au combat en -211. Scipion est accompagné du proconsul Marcus Silano (qui doit succéder à Claudius Néron) et du conseiller Caius Laelius, chef d'escadre. À leur arrivée, les armées carthaginoises se trouvent réparties de la manière suivante : celle dirigée par Hasdrubal Barca près des sources du Tage ; celle d’Hannibal Gisco dans la région de la future Lusitanie, près de Lisbonne ; enfin l’armée de Magon est installée près du détroit de Gibraltar.
Scipion, feignant de négliger l’importance de la région de l’Èbre, attaque directement Cartago Nova par terre et par mer. La capitale punique dans la péninsule, dont les garnisons dirigées par un autre Magon, sont insuffisantes, est obligée de céder. Elle est occupée par les Romains. Scipion retourne rapidement à Tarraco sans laisser à Hasdrubal le temps de rejoindre les lignes dégarnies sur l’Èbre.
Cette opération marque le début de la soumission d’une grande partie de l’Hispanie ultérieure. Scipion parvient à convaincre plusieurs caudillos ibériques, jusque-là alliés de Carthage, tels qu'Edecan et Indíbil (dont les femmes et les enfants ont été pris en otage par Carthage), ainsi que Mandoni (ayant combattu Hasdrubal Barca).
Pendant l’hiver entre -209 et -208, Scipion avance vers le sud, se heurtant à l’armée d’Hasdrubal Barca (qui, elle se dirigeait vers le nord), près de Santo Tomé (Province de Jaén) lors de la bataille de Baecula. Scipion aura beau réclamer pour lui la victoire, celle-ci reste à confirmer ; en effet, Hasdrubal Barca poursuit son avancée vers le nord avec la quasi-totalité de ses troupes, parvenant au pied des Pyrénées. On sait qu’Hasdrubal parvient à traverser les Pyrénées en passant par le Pays basque, probablement dans le but de conclure une alliance avec les basques ; ce qui est sûr, c’est que ceux-ci ne disposaient pas de grands moyens de défense face aux Carthaginois. Hasdrubal installe son campement au sud de la Gaule, pénétrant en Italie en 209 av. J.-C. L’année suivante Magon transporte ses troupes vers les Baléares ; Hasdrubal Giscon se maintient en Lusitanie.
En -207, les Carthaginois sont réorganisés : ils bénéficient de nouveaux renforts provenant d’Afrique et dirigés par Hannon. Cela leur permet de reprendre la majeure partie du sud de la péninsule. Après avoir soumis cette zone, ses troupes s’unissent à celles d'Hasdrubal Giscon. Magon retrouve la péninsule. Peu de temps après les forces d’Hannon et de Magon sont pourtant défaites par les Romains menés par Marcus Silano. Hannon est capturé, Giscon et Magon se retirent vers les principales places-fortes en attendant de nouveaux renforts d’Afrique (-206). Après avoir recruté des contingents d’indigènes, ils affrontent à nouveau les Romains dans la bataille d'Ilipa (dans l’actuelle région de l’Alcala) dans la province de Séville. Scipion remporte clairement cette bataille, obligeant la retraite de Magon et d’Hasdrubal vers Gadès. Scipion prend possession de tout le sud de la péninsule et fait route vers l’Afrique pour rencontrer le roi Syphax qui lui avait auparavant rendu visite en Hispanie.

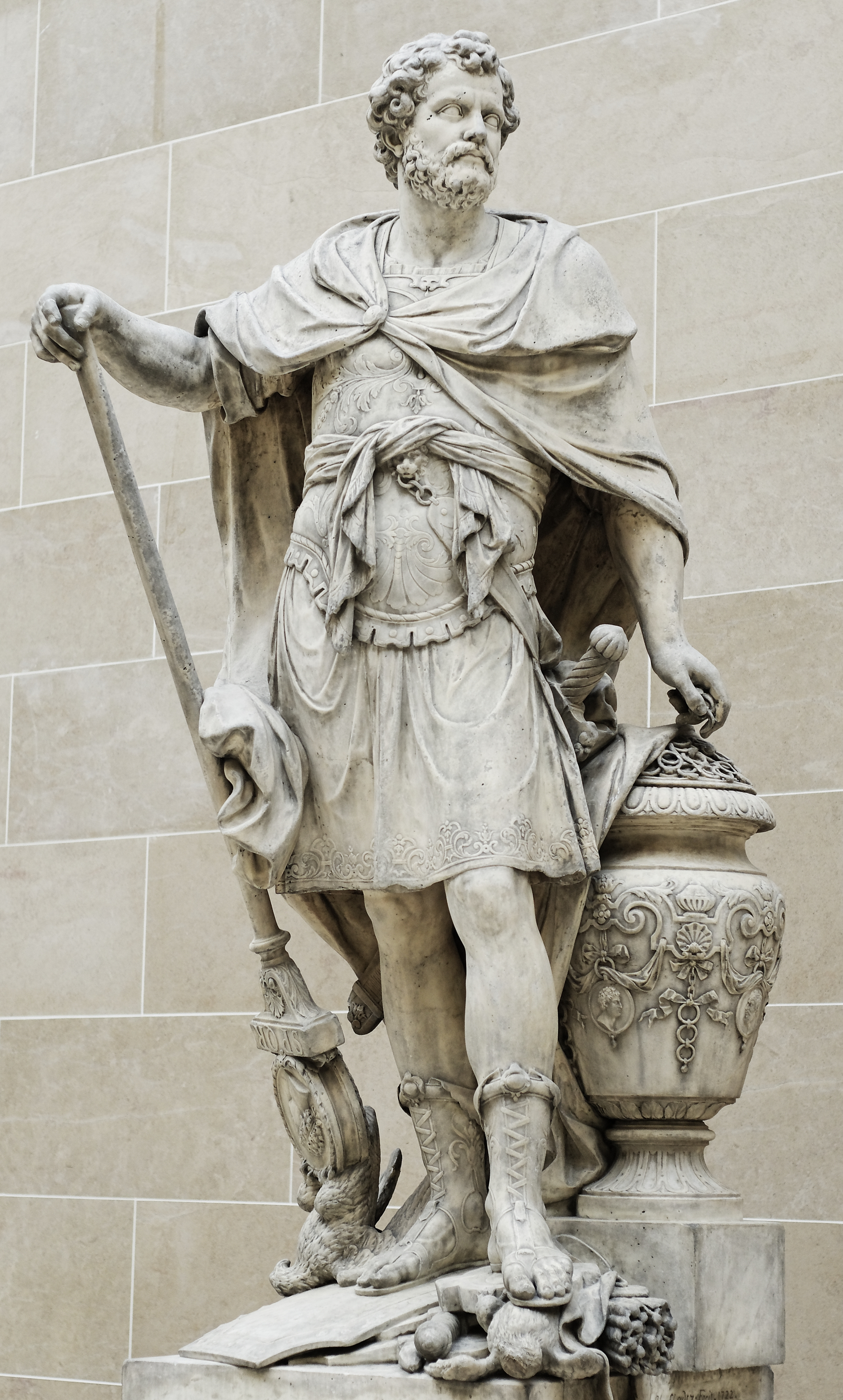
Hannibal Barca

Profitant d’une convalescence de Scipion, certaines unités de l’armée en profitent pour se mutiner, exigeant des salaires impayés ; les Ilergetes, menés par Indíbil, et les Ausétans, menés par Mandoni, saisissent à leur tour l’opportunité pour se rebeller contre les proconsuls L. Lentulo et L. Manlio. Scipion parvient à contenir la rébellion avant de mettre un point final à la révolte des Ibères: Mandoni est arrêté et exécuté (-205) tandis qu’Indíbil parvient à s’échapper.
Magon et Hasdrubal abandonnent Gades avec tous leurs navires et leurs troupes pour aller aider Hannibal, parvenu en Italie. Rome détient alors tout le sud de l’Hispanie depuis les Pyrénées jusqu’en Algarve, parallèlement à la côte. Dès lors, l’administration romaine prend le contrôle de la péninsule avec, au début, un caractère d’occupation militaire, avec pour objectif de maintenir l’ordre et d’exploiter les ressources naturelles des régions occupées, dorénavant partie intégrante du territoire contrôlé par la République.

## Guerres de conquête

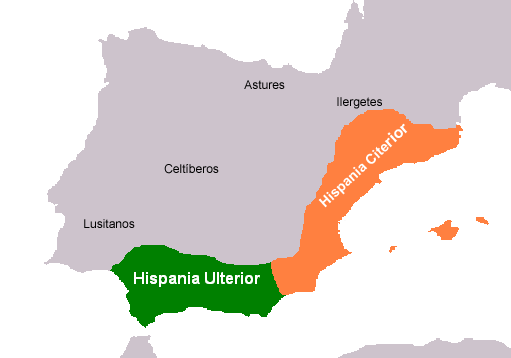
1re division provinciale.

Dès -197, la partie de la péninsule Ibérique tombée sous la dépendance de Rome est divisée en deux provinces : l'Hispanie citérieure au nord (future Tarraconaise, avec Tarragone pour capitale), l'Hispanie ultérieure au sud avec Córdoba pour capitale. L’administration en incombe deux fois par an à deux préteurs même si, celle-ci n’était pas toujours effective.
Cette même année, la Province citérieure est le théâtre d'une rébellion des peuples ibères et ilergetes : le proconsul Quintus Minucius n'en vient à bout que difficilement. La Province ultérieure, après la rébellion des Turdétans, échappe provisoirement au contrôle de Rome avec la mort de son gouverneur. Rome doit se résoudre à y envoyer le consul Caton l'Ancien qui trouve en arrivant une Province citérieure en rébellion, les forces romaines contrôlant à peine quelques cités fortifiées. Caton vient à bout des rebelles et reprend la province durant l'été de cette année. Il ne parvient pas à s'attirer les faveurs de la population et des Celtibères qui agissaient comme mercenaires payés par les Turdétans et dont l'aide lui serait précieuse. Après une démonstration de force, traversant le territoire celtibère avec les légions romaines, il les convainc de retourner chez eux. La soumission des indigènes n'est qu'apparente ; la rumeur donnant Caton de retour en Italie, la rébellion est réactivée. Caton réplique fermement: il met fin au soulèvement et vend les prisonniers comme esclaves. Tous les indigènes de la province sont désarmés. Caton, de retour à Rome avec un énorme butin de guerre (plus de 11 000 kilos d'argent, 600 kilos d'or, 123 000 deniers et 540 000 pièces d'argent pris sur les peuples hispaniques pendant les batailles) est accueilli en triomphe.
Un autre proconsul d'Hispanie, Marcus Fulvius Nobilior, vainc les Vettones et les Orétanes en 193 av. J.-C.
Peu après débute la conquête de la Lusitanie, avec deux victoires notoires : en -189, celle obtenue par le proconsul Lucius Aemilius Paullus Macedonicus puis, en -185, celle obtenue par le préteur Caius Calpurnius Piso (celle-ci reste douteuse).

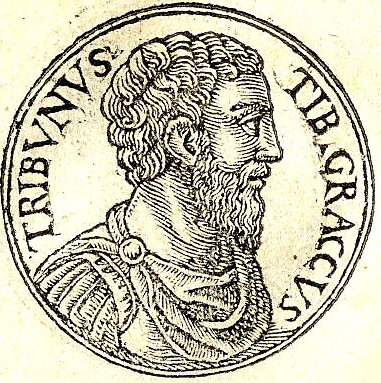
Tiberius Sempronius Gracchus

La conquête du centre de la péninsule, la région nommée Celtibérie, est lancée en -181 par 
Quintus Fabius Flaccus (es). Il remporte des victoires contre les Celtibères et soumet quelques territoires. Néanmoins, la conquête est principalement l'œuvre de Tiberius Sempronius Gracchus (entre -179 et -178) qui conquiert trente cités et villages, parfois par le biais de pactes ou profitant de la rivalité entre Celtibères et Vascons vivant plus au nord ; il semble qu'il ait conclu avec eux les alliances nécessaires pour faciliter la domination romaine dans la région de Celtibérie.
Certaines des cités ou des villages vascons avaient peut-être déjà été soumis à cette époque, mais une grande partie du pays vascons entre sous la domination romaine volontairement, par alliance. Tiberius Sempronius Gracchus fonde sur la cité déjà existante d'Ilurcis, la nouvelle cité de Graccurris (probablement l'actuelle Alfaro dans la région de Rioja, ou Corella en Navarre) avec une structure romaine, où se seraient installés des groupes celtibères organisés en bandes errantes. Cette fondation a lieu en -179 même si la référence écrite est postérieure. IL semble que la fondation de cette cité ait pour but de civiliser la zone celtibérique et de diffuser la culture romaine.
Gracchus se maintient dans cette zone, qui coïncide pour l'essentiel avec la vallée de l'Èbre et qui durant plusieurs années sera l'objet de conflits entre Celtibères et Vascons. On lui doit probablement la majorité des traités entre ces deux peuples ennemis. Ces pactes établissent en général, pour les cités et les villages, un tribut à payer en argent ou en produits naturels. Chaque cité ou village doit fournir à l'armée un contingent d'hommes fixé à l'avance. Seules quelques cités conservent le droit d'émettre de la monnaie.
Les habitants des cités soumises par la force ne bénéficiaient quasiment jamais du statut de sujet tributaire; lorsqu'ils offraient une résistance et qu'ils étaient vaincus, ils étaient vendus comme esclaves. Lorsqu'ils se soumettaient avant la défaite totale, ils étaient admis comme hommes libres mais sans bénéficier du statut de citoyen romain.
Lorsque les cités se soumettaient librement, les habitants devenaient citoyens, la cité conservait son autonomie et, parfois même, était exemptée d'impôts. Les proconsuls (ou propréteurs selon les années et l'importance accordée à la province), qui gouvernaient les provinces, prennent l'habitude de s'enrichir sur le dos de la population. Les cadeaux forcés et les abus sont pratiques communes. Durant ses déplacements, le préteur ou proconsul, ainsi que les autres fonctionnaires, se font héberger gratuitement, quand ils ne réquisitionnent pas tout simplement. Les préteurs imposent la livraison de grains à bas prix pour ses besoins, celui de sa famille, de ses fonctionnaires, voire de ses soldats. Les plaintes sont si nombreuses que le Sénat romain, après avoir reçu une ambassade des provinces hispaniques, émet des lois de contrôle (-171): les tributs ne peuvent plus être prélevés par réquisition militaire; le paiement en céréales sont admis mais les préteurs ne peuvent plus prélever plus du cinquième de la cueillette; il est interdit au préteur de fixer lui-même la valeur des grains; les demandes particulières se limitent au financement des fêtes populaires de Rome; la contribution à l'armée par des contingents d'hommes est maintenue. Malgré cela, les accusations de proconsuls qui avaient commis des abus étant transmises au Sénat par les préteurs de la cité, rares sont ceux qui furent jugés.

### Viriate et la rébellion lusitanienne
La Lusitanie est probablement la région de la péninsule qui résiste le plus longtemps à l'envahisseur romain. Depuis -155, le chef lusitanien Punicus (es) effectue d'importantes incursions dans la zone lusitanienne occupée par les Romains, mettant fin à une période de paix de vingt ans obtenue par le préteur antérieur, Tiberius Sempronius Gracchus. Punicus remporte une importante victoire face aux préteurs Marcus Manilius et Calpurnius, causant près de 6 000 morts.
Après la mort de Punicus, Caisarus prend la relève de la lutte contre Rome, remportant de nouveau une bataille contre les Romains en -153, s'emparant de leurs étendards, lesquels sont triomphalement montrés au reste des populations ibériques comme preuve de la vulnérabilité de Rome. C'est alors que les Vettons et les Celtibères se joignent à la résistance, provoquant une situation très précaire pour Rome en Hispanie. Lusitaniens, Vettons et Celtibères pillent les côtes méditerranéennes. Loin d'assurer leur position dans la péninsule, ils ont tendance à se déplacer vers le nord de l'Afrique.
Cette année-là, arrive en Hispanie les nouveaux consuls, Quintus Fulvius Nobilior et Lucius Mummius. L'urgence de la situation justifie que les deux consuls prennent leurs fonctions avec près de deux mois et demi d'avance.
Les Lusitaniens avançant en Afrique sont battus à Okile (actuelle Asilah au Maroc) par Mummius qui les force à accepter un traité de paix. De son côté, le consul Servius Sulpicius Galba soumet les Lusitaniens de la péninsule, en assassinant un grand nombre.
Nobilior est remplacé l'année suivante (en -152) par Marcus Claudius Marcellus  qui avait déjà été proconsul en -168. Lui-même est remplacé en -150 par Lucullus qui se distingue par sa cruauté et son infamie.
En -147, un nouveau chef lusitanien nommé Viriate reprend la lutte contre Rome. Ayant échappé aux massacres de Servius Sulpicius Galba trois ans auparavant, puis parvenant à unir à nouveau les tribus lusitaniennes, cet ancien berger se lance dans une guérilla usante pour l'ennemi bien qu'il n'y ait jamais de bataille en terrain découvert. Il conduit de nombreuses incursions et atteint même les côtes autour de Murcie. Ses nombreuses victoires et les humiliations infligées aux Romains lui vaudront de rester longtemps dans les mémoires hispaniques comme le symbole héroïque de la résistance sans trêve. Viriate sera assassiné en -139 par ses propres lieutenants, très probablement subornés par Rome. Avec sa mort, disparaît aussi l'ultime résistance organisée des Lusitaniens; Rome peut poursuivre son avancée en Lusitanie comme en témoigne la Table d'Alcantara datée de -104.

### Guerre contre les peuples celtibères
Entre -138 et -137, le consul Decimus Junius Brutus Callaicus organise une expédition vers la Gallaecia (correspondant à la Galice et au nord du Portugal).
Quasiment à la même époque, en -133, la cité celtibère de Numance, ultime bastion des Celtibères, est détruite. C'est le point culminant de la guerre entre Celtibères et Romains, entre -143 et -133; la cité celtibère tombe aux mains de Scipion Émilien après un long siège, la faim finissant par venir à bout de la résistance. Les chefs celtibères se suicident avec leur famille tandis que le reste de la population est vendue comme esclave. La cité est détruite.
Durant plus d'un siècle, Vascons et Celtibères se disputent les riches terres de la vallée de l'Èbre. Il est probable que Calagurris la celtibère (actuelle Calahorra), soutenue par des alliances tribales, a supporté le plus gros de cette lutte ; du côté des Vascons, il devait exister une installation de moyenne importance de l'autre côté de l'Èbre, plus ou moins en face de Calagurris, bénéficiant également d'un appui d'autres groupes vascons. Ce qui est certain est que les Celtibères emportent la bataille et détruisent la cité vasconne, occupant les terres de l'autre rive.
Mais les Celtibères étaient les ennemis de Rome, alors que les Vascons étaient, pour des raisons stratégiques évidentes, un peuple allié. Lorsque la cité de Calagurris est détruite par les Romains, elle est repeuplée par des Vascons, venant probablement de la cité vasconne sur l'autre rive détruite par les Celtibères (qui avaient occupé leurs terres au nord de l'Èbre) mais aussi d'autres lieux.
Lorsque les Romains occupent les Baléares en -123, trois mille Hispaniques parlant latin s'y installent ; cela donne une idée du degré de pénétration de la culture romaine dans la péninsule en moins d'un siècle.

## Guerres civiles
L'Hispanie ne cesse d'être le théâtre de disputes politiques et militaires pendant les dernières années de la République romaine, à partir du moment où Sertorius affronte le parti des aristocrates menés par Sylla en -83. La chute de Sertorius en Italie provoque son départ vers l'Hispanie où il poursuit sa guerre contre le gouvernement de Rome. Il y établit toute une administration gouvernementale avec Huesca (Osca) pour capitale. C'est finalement Pompée et Metellus Pius, qui, après plusieurs tentatives d'incursion en Hispanie, mettent fin à l'aventure de Sertorius en maniant la ruse plutôt que la force. Le soutien de la péninsule à Pompée sera la cause des années après d'un nouveau conflit en Hispanie, entre ses partisans et ceux de Jules César ; conflit dont César sortira vainqueur en -49.

### Jules César et la guerre contre Pompée
L'invasion de l'Hispanie par Jules César s'inscrit dans sa lutte contre Pompée pour le pouvoir à Rome. Pompée s'était réfugié en Grèce en attendant. César tente d'éliminer les soutiens de Pompée en occident et de l'isoler du reste de l'Empire. Ses forces affrontent celles de Pompée lors de la Campagne de Lerida obtenant une victoire qui lui ouvre les portes de la péninsule. Pompée sera définitivement battu à Munda en -45. Un an plus tard, Jules César sera assassiné aux portes du Sénat de Rome. Auguste, son fils adoptif, sera nommé consul, après une brève lutte contre Marc Antoine, avant d'accumuler des pouvoirs qui conduiront finalement la République agonisante vers l'Empire.

### Guerres cantabres

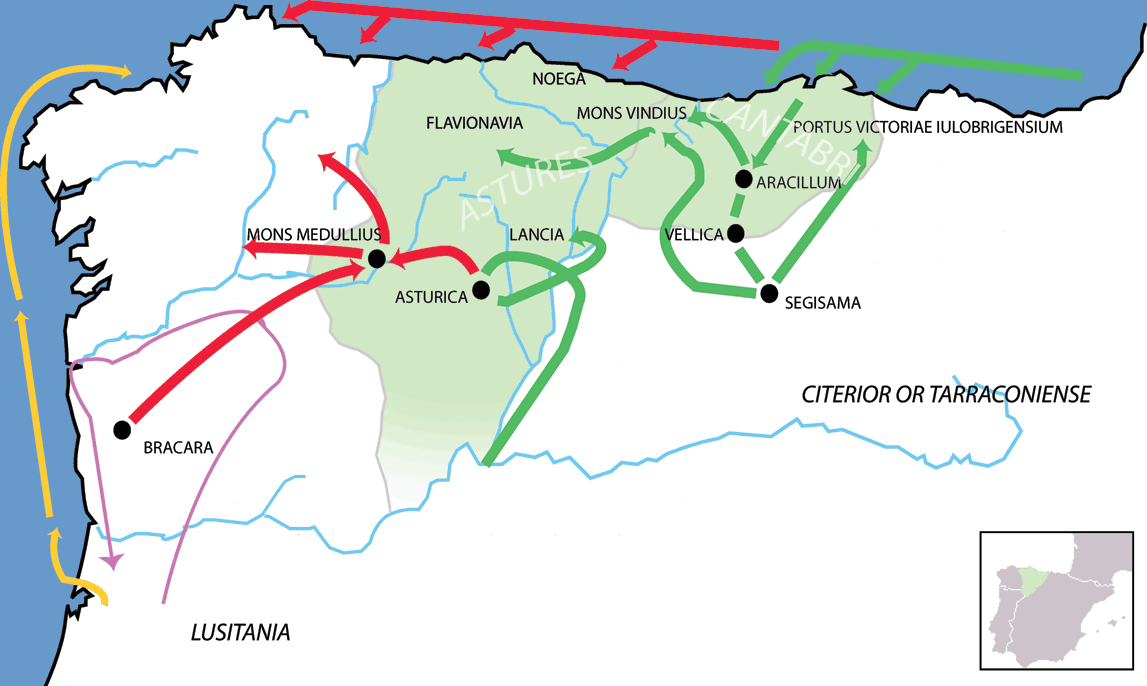
Opérations militaires romaines menées durant les guerras Cantabres.
Campagne de -25
Campagne de -26
Campagne de Jules César en -61
Campagne de Decimus Junius Brutus Callaicus en -137

Durant le gouvernement d'Auguste, Rome se voit contrainte de maintenir une lutte féroce contre les peuples cantabres et astures, peuples de guerriers qui offrent une résistance farouche à l'occupation romaine. L'empereur en personne doit se rendre à Segisma (actuelle Sasamón dans la région de Burgos) pour conduire les opérations. Rome adopte envers ces peuples une politique d'extermination qui mettra fin à cette culture pré-romaine. Ce combat met fin aux longues années de guerres civiles et guerres de conquête sur le territoire de la péninsule Ibérique, inaugurant une longue période de stabilité politique et économique en Hispanie.

## Chronologie

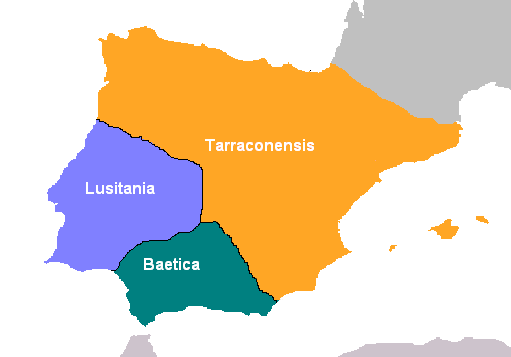
2e division provinciale.

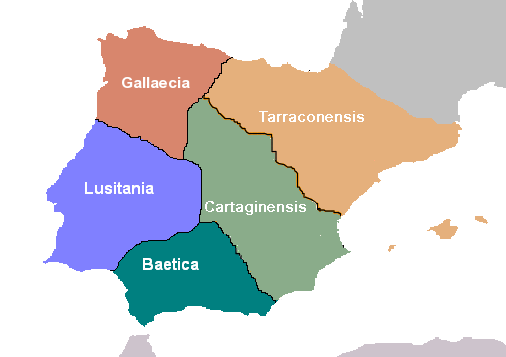
3e division provinciale.

En -197, les Romains divisent l’Hispanie en deux provinces : l'Hispanie citérieure, donnant sur la Méditerranée, et l'Hispanie ultérieure, comprenant le Sud et tournée vers l’Océan et la Méditerranée.
La conquête romaine de la péninsule Ibérique fut longue, pour plusieurs raisons :
- dans la première partie du IIe siècle, le Sénat romain n’avait pas de vision expansionniste, il se contentait de conserver ses acquis territoriaux et d’affaiblir les adversaires potentiels.
- les peuples locaux opposèrent souvent une résistance acharnée, et infligèrent plusieurs défaites aux armées romaines.

La chronologie résumée est la suivante :
- de -181 à -179, révolte des Celtibères, soumission de l’intérieur de l’Hispanie.
- en -154, occupation de la Lusitanie.
- de -147 à -139, le berger lusitanien Viriathe organise une résistance efficace, et bat plusieurs armées romaines. Les Romains ne purent en venir à bout qu’en le faisant assassiner par ses partisans.
- de -142 à -133, guerre contre Numance entre l’Èbre et le Douro. En -137, le consul Caius Hostilius Mancinus capitule avec son armée devant les Numantins.
- en -137, campagnes contre les Galèces (Galleacia).
- en -134, arrive à la péninsule le consul Scipion Émilien accompagné par son état-major, parmi lequel se trouvent l'auxiliaire numide Jugurtha, Caïus Gracchus ainsi que par l'historien Polybe. Scipion attaque les indigènes et détruit leurs récoltes pour empêcher qu'ils aident les Numantins. Il entame le siège de Numance en construisant d'imposants ouvrages de circonvallation.
- en -133, la ville est prise par Scipion et débutent les campagnes contre les Vascons (Basques).

La conquête de la péninsule suit une pause pendant un siècle, car l’Orient constitue un champ de conquête beaucoup plus attractif que l’Hispanie, tandis que les populations hispaniques ont montré leur capacité de résistance. La partie nord-ouest de l’Hispanie reste donc insoumise.
- de -80 à -72, révolte de Sertorius, partisan de Caius Marius. Il enrôle de nombreux hispanes dans ses légions, s’entend avec les élites locales et contribue à la romanisation du pays. Pompée parvient à réduire cette révolte.
- en -61 et -60, Jules César est propréteur en Hispanie ultérieure.
- en -49 et -45, campagnes éclair de Jules César contre les Pompéiens, vaincus à la bataille de Munda.
- de -29 à -19, Auguste puis Agrippa avec 5 légions soumettent difficilement les montagnards Asturiens et les Cantabres. Leurs chefs soumis furent relégués dans une fondation au nord des Pyrénées, Lugdunum Convenarum.